# Mićo Janić
Mićo Janić –en serbio, Мићо Јанић– es un deportista yugoslavo que compitió en piragüismo en la modalidad de aguas tranquilas. Ganó una medalla de plata en el Campeonato Mundial de Piragüismo de 1998.
Proviene de una familia de piragüistas: hijo de Milan Janić y hermano de Nataša Janić y Stjepan Janić.

## Palmarés internacional
| Campeonato Mundial | Campeonato Mundial | Campeonato Mundial | Campeonato Mundial |
| Año                | Lugar              | Medalla            | Competición        |
| ------------------ | ------------------ | ------------------ | ------------------ |
| 1998               | Szeged (Hungría)   | Medalla de plata   | K2 1000 m          |